# 山田年伸
山田 年伸（やまだ としのぶ、1952年8月 - ）は、日本の政治家。青森県大鰐町長（4期）。元大鰐町議会議員（4期）。

## 来歴
青森県大鰐町宿川原生まれ。大鰐町立大鰐小学校、大鰐町立大鰐中学校、青森県立弘前南高等学校卒業。千葉商科大学中退。
大鰐町議会議員を4期務める。
2006年（平成18年）の大鰐町長選挙に立候補するも、現職の二川原和男に敗れ落選。
2010年（平成22年）6月27日執行の大鰐町長選挙に再び挑戦。3期目を目指す現職の二川原和男との一騎打ちとなったこの選挙において、得票がともに3,524票と同数となったため、公職選挙法に基づいて抽選が行われた。くじ引きをした結果、山田が初当選を果たした。7月22日、町長就任。
2014年（平成26年）、再選。2018年（平成30年）、無投票により3選。2022年（令和4年）、4選。